# Bhuktangle
Bhuktangle – gaun wikas samiti w zachodniej części Nepalu w strefie Dhawalagiri w dystrykcie Parbat. Według nepalskiego spisu powszechnego z 2001 roku liczył on 649 gospodarstw domowych i 2880 mieszkańców (1529 kobiet i 1351 mężczyzn).